# 정재순
정재순(鄭在順, 1947년 3월 15일 ~ )은 대한민국의 배우 겸 탤런트다. 1969년 TBC 드라마 《다방골 알부자》로 데뷔했다.

## 학력
- 천안여자고등학교

## 연기 활동

### 영화
- 1970년 《여인 전장》
- 1970년 《심야의 방문객》
- 1973년 《야간비행》
- 1983년 《스물하나의 비망록》
- 1984년 《육식동물》
- 1986년 《가을장미》
- 1987년 《지옥의 링》
- 1987년 《빙해》 ... 최 여사 역
- 1988년 《미리 마리 우리 두리》
- 1988년 《깜동》
- 1990년 《그래, 가끔 하늘을 보자》
- 1990년 《꼴찌부터 일등까지 우리반을 찾습니다》
- 1992년 《스무살까지만 살고 싶어요》
- 1992년 《세상끝의 향기》

### 텔레비전 드라마
- 1969년 TBC 사극 《다방골 알부자》
- 1972년 TBC 일일연속극 《비밀》
- 1976년 TBC 단막드라마 《천생연분》
- 1979년 TBC 단막드라마 《달무리》
- 1979년 TBC 대하드라마 《꽃가마》
- 1982년 KBS1 TV문학관 《김약국의 딸들》
- 1982년 KBS1 TV문학관 《산노을》
- 1982년 KBS1 일일연속극 《보통 사람들》
- 1983년 KBS1 청소년드라마 《고교생 일기》
- 1984년 KBS2 일일연속극 《가족》
- 1986년 KBS2 일일연속극 《은빛 여울》
- 1986년 KBS2 주말연속극 《내 마음 별과 같이》
- 1987년 KBS1 TV소설 《산유화》
- 1988년 KBS1 특집드라마 《따뜻한 남쪽나라》
- 1988년 KBS1 특집드라마 《한씨 연대기》
- 1988년 KBS1 특집드라마 《심청전》
- 1989년 KBS2 주말연속극 《사랑의 굴레》 ... 고영국 누나 역
- 1990년 KBS1 신년특집극 《구리반지》
- 1990년 KBS2 단막드라마 《안개를 찾아서》
- 1990년 MBC 주말연속극 《배반의 장미》 ... 명애 역
- 1991년 KBS2 단막드라마 《TV 손자병법》 ... 오장수 아내 역
- 1991년 KBS2 수목드라마 《촛불처럼 타다》
- 1991년 SBS 소설극장 《여자 마흔다섯》
- 1993년 KBS1 일일연속극 《들국화》
- 1993년 KBS2 수목드라마 《기쁨이면서 슬픔인 채로》
- 1993년 SBS 특집드라마 《소망》
- 1993년 KBS2 수목드라마 《밥상을 차리는 여자》
- 1994년 KBS2 특집드라마 《지붕 위의 남자》
- 1994년 KBS1 주간드라마 《5월의 여행》
- 1994년 SBS 월화드라마 《작별》 ... 오재옥 역
- 1994년 SBS 주말극장 《사랑의 향기》
- 1995년 KBS2 대하드라마 《장녹수》 ... 박상궁 역
- 1995년 KBS2 수목드라마 《바람의 아들》 ... 권유승 모친 역
- 1995년 SBS 특별기획드라마 《코리아게이트》 ... 민 마담 역
- 1996년 KBS2 드라마 《컬러 - 블루》
- 1996년 KBS2 수목드라마 《머나먼 나라》 ... 운하 모 역
- 1996년 MBC 월화드라마 《아이싱》 ... 윤찬 모 역
- 1996년 MBC 주말연속극 《사랑한다면》 ... 고민아 역
- 1996년 SBS 일일드라마 《엄마의 깃발》 ... 승준 모 역
- 1998년 KBS2 월화드라마 《짝사랑》
- 1998년 SBS 월화드라마 《바람의 노래》 ... 신 여사 역
- 1999년 KBS2 주말연속극 《사랑하세요?》 ... 이혜자 역
- 1999년 KBS2 청소년드라마 《학교2》 ... 정연 모 역
- 1999년 MBC 드라마스패셜 《미찌꼬》
- 1999년 MBC 주말연속극 《사랑해 당신을》
- 1999년 SBS 드라마스패셜 《청춘의 덫》 ... 윤희 이모 역
- 1999년 SBS 드라마스패셜 《퀸》 ... 승리 모 역
- 1999년 SBS 아침드라마 《지금은 사랑할 때》 ... 서미리 역
- 2000년 MBC 수목드라마 《진실》 ... 현우 모 역
- 2000년 MBC 월화드라마 《아줌마》 ... 신혜란 역
- 2000년 SBS 아침연속극 《착한 남자》 ... 나안심 역
- 2001년 KBS1 일일드라마 《우리가 남인가요》 ... 성민자 역
- 2001년 SBS 일일드라마 《소문난 여자》 ... 우진 모 역
- 2002년 KBS1 일일드라마 《당신 옆이 좋아》 ... 개성댁(홍숙자) 역
- 2002년 KBS2 주말연속극 《내사랑 누굴까》 ... 남수 역
- 2002년 MBC 월화드라마 《고백》 ... 강 여사 역
- 2002년 KBS2 특별기획드라마 《태양인 이제마》
- 2003년 KBS2 신년특집극 《벙어리 장갑》 ... 정옥 역
- 2003년 SBS 드라마스패셜 《요조숙녀》 ... 백설화 역
- 2003년 SBS 주말 특별기획 《완전한 사랑》 ... 소정 모 역
- 2004년 KBS2 아침드라마 《용서》 ... 김순복 역
- 2004년 KBS2 주말연속극 《부모님 전상서》.... 창수의 이모 역
- 2004년 MBC 수목드라마 《12월의 열대야》 ... 지혜의 어머니 역
- 2004년 SBS 일일드라마 《소풍가는 여자》 ... 조 여사 역
- 2005년 KBS2 주말연속극 《슬픔이여 안녕》 ... 윤진희 역
- 2006년 SBS 드라마스패셜 《돌아와요 순애씨》 ... 여명자 역
- 2006년 SBS 주간드라마 《깜근이 엄마》 ... 새어머니 역
- 2006년 SBS 주말드라마 《사랑과 야망》 ... 혜주, 혜영의 이모 역
- 2007년 KBS1 일일드라마 《하늘만큼 땅만큼》 ... 이순임 역
- 2007년 SBS 드라마스패셜 《쩐의 전쟁》 ... 이경자 역
- 2008년 KBS2 단막극 《드라마시티 - 비밀, 당신만 모르는》 ... 윤혜숙 역
- 2008년 KBS2 월화드라마 《싱글파파는 열애중》 ... 이왈순 역
- 2008년 KBS2 주말연속극 《엄마가 뿔났다》 ... 종원 모 역
- 2008년 SBS 일일드라마 《애자 언니 민자》 ... 박복녀 역
- 2008년 SBS 주말극장 《유리의 성》 ... 윤인숙 역
- 2009년 KBS1 일일드라마 《집으로 가는 길》 ... 장윤주 역
- 2009년 KBS2 아침드라마 《장화, 홍련》 ... 태윤의 고모 역
- 2010년 SBS 일일드라마 《세 자매》 ... 장장애 역
- 2010년 SBS 주말드라마 《이웃집 웬수》 ... 이선옥 역
- 2011년 MBC 주말연속극 《천 번의 입맞춤》 ... 염정순 역
- 2012년 KBS1 대하드라마 《대왕의 꿈》 ... 사도태후 역
- 2012년 KBS1 일일드라마 《힘내요 미스터 김》 ... 오쌍지 역
- 2012년 KBS2 월화드라마 《울랄라 부부》 ... 박봉숙 역
- 2012년 SBS 추석특집 드라마 《가족사진》 ... 송금선 역
- 2013년 MBC 주말연속극 《사랑해서 남주나》 ... 은희자 역
- 2013년 SBS 주말드라마 《세 번 결혼하는 여자》 ... 허영자 역
- 2014년 KBS2 금요드라마 《하이스쿨 러브온》 ... 공말숙 역
- 2014년 MBC 주말특별기획 《마마》 ... 박남순 역
- 2015년 KBS2 주말연속극 《파랑새의 집》 ... 이진이 역
- 2016년 KBS2 일일드라마 《여자의 비밀》 ... 장미, 강우의 친모(은미희) 역
- 2016년 SBS 주말극장 《그래, 그런거야》 ... 하명란 역
- 2018년~2019년 KBS2 주말드라마 《하나뿐인 내편》 ... 박금병 역
- 2020년 JTBC 금토드라마 《부부의 세계》 ... 배정심 역
- 2020년 KBS2 주말드라마 《오! 삼광빌라!》 ... 이춘석 역
- 2022년 KBS2 주말드라마 《삼남매가 용감하게》 ... 최말순 역
- 2024년 KBS2 주말드라마 《미녀와 순정남》... 공대숙 역

## 연기 외 활동

### 텔레비전 프로그램
- 《퀴즈탐험 신비의 세계》 - 여운계와 함께 출연(1991.5.5.)
- 《가족오락관》(1997. 01.29, 2003.11.1.)
- 《해피투게더》(2019.3.7.)

### 광고
- 1981년 서울우유
- 1985년 한일합섬 마이야 * 하니론 모포 (Feat. 여운계)
- 1987년 세신실업 세신 프로쿡 냄비
- 1989년 한독 오스칼 (Feat. 전양자)
- 1994년 대우전자 대우 초간편 VTR "딱 한 번" (아들 김남용 씨와 함께 출연)

## 수상 경력
- 목구회 구상전 입선 (1990년)
- 88올림픽 수채화공모전 입선 (1988년)
- 여류수채화작가 회원
- TBC 8기 공채 탤런트